# Gilbert Poirot
Gilbert Poirot (ur. 21 września 1944 w La Bresse, zm. 1 lutego 2012 w Chamonix-Mont-Blanc) – francuski skoczek narciarski, uczestnik Zimowych Igrzysk Olimpijskich 1968 i 1972.
Trzykrotnie uczestniczył w konkursach skoków narciarskich w ramach zimowych igrzysk olimpijskich. Na ZIO 1968 zajął 10. miejsce w obu konkursach indywidualnych, a cztery lata później był 43. na skoczni normalnej.
W latach 1963–1976 startował w zawodach Turnieju Czterech Skoczni. Najwyższe miejsce zajął 1 stycznia 1968 w Garmisch-Partenkirchen, gdzie był dziesiąty.

## Osiągnięcia

### Igrzyska olimpijskie
| Igrzyska | Miejscowość | Data           | Skocznia | Konkurs | Skok 1    | Skok 1 | Skok 2    | Skok 2 | Nota łączna | Miejsce | Strata | Zwycięzca          | Źródło |
| Igrzyska | Miejscowość | Data           | Skocznia | Konkurs | Odległość | Nota   | Odległość | Nota   | Nota łączna | Miejsce | Strata | Zwycięzca          | Źródło |
| -------- | ----------- | -------------- | -------- | ------- | --------- | ------ | --------- | ------ | ----------- | ------- | ------ | ------------------ | ------ |
| ZIO 1968 | Grenoble    | 11 lutego 1968 | normalna | ind.    | 76,5      | 106,7  | 73,5      | 100,4  | 207,1       | 10.     | 9,4    | Jiří Raška         | [ 3 ]  |
| ZIO 1968 | Grenoble    | 18 lutego 1968 | duża     | ind.    | 97,0      | 103,7  | 94,0      | 100,0  | 203,7       | 10.     | 27,6   | Władimir Biełousow | [ 4 ]  |
| ZIO 1972 | Sapporo     | 6 lutego 1968  | normalna | ind.    | 69,5      | 93,4   | 71,0      | 95,3   | 188,7       | 43.     | 55,5   | Yukio Kasaya       | [ 5 ]  |